# Tierra Caliente (género musical)
El género Tierra Caliente, también conocido como música de Tierra Caliente, género calentano, música calentana, o banda calentana, es un subgénero  de la música regional mexicana.

## Historia
La música de Tierra Caliente designa a un conjunto de géneros musicales que se toca en la región homónima, bautizada con ese nombre dadas sus altas temperaturas. La Tierra Caliente se localiza en la depresión del río Balsas y abarca parte de los estados de Michoacán, Guerrero y algunas zonas del Estado de México. Los géneros musicales de esta región incluyen el son, gusto, chotis, danzón, malagueña, pasodoble, entre otros. La lírica de la música de la región es una tradición compartida por otros estilos musicales como el mariachi o los conjuntos de arpa grande.
Según el músico Tavo Toledo del grupo La Dinastía de Tuzantla en el 2018, hablando sobre el origen del género que hoy en día se conoce como Tierra Caliente: "Hace cerca de 40 años en un pueblito llamado Tacupa, Michoacán, en los linderos con el estado de Guerrero, la tecnobanda Los Pajaritos de Tacupa, queriendo imitar las bandas sinaloenses (trompetas, clarinete, y tuba pero eléctrica) con las orquestas (saxofones, tenores, batería en lugar de tambora y timbales), sacan el sonido calentano con canciones populares de nuestra región como "Juan Colorado", "Delante de mi" y otras más."
Por varios años, la popularidad del género Tierra Caliente era limitada solamente a la región de México a la a cual le debe su nombre, pero finalmente, su popularidad se extendió a otras partes cercanas del país y también en áreas de los Estados Unidos con grandes poblaciones originarias de los estados mexicanos en donde el género es popular. También obtuvo popularidad en el Triángulo Norte de Centroamérica.
Otras agrupaciones representativas del género Tierra Caliente, además de Los Pajaritos de Tacupa y La Dinastía de Tuzantla, incluyen a Los Remis, Beto y sus Canarios, La Nobleza de Aguililla, El Cejas y su Banda Fuego, La Leyenda de Servando Montalva, Josecito León y su Internacional Banda Roja, Tierra Cali, Arkángel Musical, Banda Los Costeños, Gerardo Díaz y su Gerarquía, El Trono de México, entre otros.

## Repertorio
Entre los estilos de canciones que se interpretan en el género se incluyen rancheras, corridos, cumbias, charangas, baladas, boleros, sones, chilenas, polkas y valses.